# 고훈 시대
고훈 시대(일본어: 古墳時代 고훈지다이[*])는 고고학적 일본사 시대 구분으로, 전방후원분이 성행한 시기인 3세기 중반부터 7세기 말까지의 약 400년을 가리킨다. 야요이 시대의 뒤를 이었으며, 아스카 시대로 이어진다. 3세기 이후 도래인의 유입은 드물어지다가, :19 3세기 후반부터 호족의 연합정권인 야마토 정권이 일본 통일을 시작하면서, 새로운 지배자의 권위의 상징으로서 각지에 고분(고훈)이 축조되었다.
대외관계에서는 4세기 이후 한반도에 진출하여 고구려와 싸웠다는 광개토대왕릉비가 전해진다. 5세기에는 왜5왕이 중국에 사자를 보냈다. 왜가 한반도에서 얻은 철자원은 갑옷, 무기, 농기구, 공구 등에 사용되었다. 백제를 통해 대륙으로부터 문자(한자)와 불교를 수입하였다.

## 시대 구분

### 전기

#### 성읍국가(야마토 정권) 시절
3세기 전기에 삼국지 위지 왜인전에서 왜국왕(친위왜왕) 히미코가 나타나고, 그 본거지 야마타이국이 음의 유사성에 의해 후대의 야마토 정권의 모태라는 설이 있으나 고고학적 증거가 있는 것은 아니다. 3세기 후반에는 나라분지를 중심으로 초기 전방후원분이 형성되어 이 지역에서 강력한 정치체가 나타났음이 인정된다. 이후 적어도 4세기 중엽까지 기나이에서 기타큐슈까지의 넓은 영역이 하나의 정치체인 야마토 정권 아래에서 통합된 것으로 여겨진다.
고고학적 발굴 결과 나라분지의 세력이 열도 각지의 호족세력(기비씨족, 가쓰라기씨족 등)과 연합해 야마토 정권으로 점차 성장하였으며 이 과정에서 기타큐슈의 세력은 쇠퇴했음을 시사한다. 다만 이와 반대로 일각에서는 기타큐슈 세력이 나라 분지로 동천한 후 나라 분지 세력을 제압해 야마토 정권이 되었다는 견해도 있다.
야마토 정권 성립기에는 커다란 규모의 묘제인 전방후원분이 나라분지를 중심으로 등장하였다. 야요이 말기에는 기나이, 기비, 이즈모, 쓰쿠시 등의 각 지역마다 특색 있는 묘제가 전개되고 있었지만, 전방후원분에서 이들 각 지역의 특징이 융합된 모습을 볼 수 있기 때문에 야마토 정권은 열도 각 지역의 정치세력이 연합함으로써 성립되었다고 여겨진다.
야마토 정권은 야마토 지방(기나이)을 본거지로 혼슈 중부에서 큐슈 북부까지를 지배한 것으로 여겨진다. 야마토 정권은 왜국을 대표하는 정치세력으로 성장하자 지배확대 과정에서 크고 작은 세력 및 부족과의 충돌이 있었던 것으로 보인다. 《일본서기》 등 사서에서 이를 암시하는 내용(야마토타케루 설화 등)이 있으나 그 진위여부는 불분명하다.

#### 공백의 4세기
서기 266년부터 413년에 걸쳐 진의 역사문헌에 일본에 대한 내용이 없어 상세한 내용을 파악할 수 없기 때문에, 이 기간은 일본 학계에서 '공백의 4세기'라고도 불린다. 이를 두고 본래 일본과 교류하던 대방군이 팔왕의 난으로 쇠퇴했기 때문이라고 보기도 한다.

### 중기
야마토 정권과 호족층이 협력하여 호족층의 무력은 국조군이라 불리며 왜군을 담당하였다. 전방후원분이 전국으로 확산되었다.

#### 왜5왕
일본에 대한 기록은 5세기 초인 413년에 다시 나온다. 이 때 왜국이 공물을 바쳤다는 사실이 『진서』 안제기에 기록되어 있다. 421년에는 『송서』 왜국전에 『왜찬』 기사가 보인다. 이후 다섯 명의 왜왕에 관한 기사가 중국 사서에 나타나는데, 각각 순서대로 찬(讃), 진(珍), 제(濟), 흥(興), 무(武)이다. 이들을 아울러 왜5왕이라 한다. 왜5왕을 『일본서기』에 기록된 천황에 비정하려는 시도가 이어지고 있다. 왜왕 무의 경우 유랴쿠 천황이라는 것이 중론이다. 무가 황제에게 올린 상표문(上表文)에는 조상 대대로 고생하여 왜의 국토를 통일한 사적이 기록되어 있다. 전문은 다음과 같다.
 順帝昇明二年, 遣使上表曰: 「封國偏遠, 作藩于外, 自昔祖禰, 躬擐甲冑, 跋涉山川, 不遑寧處. 東征毛人五十五國, 西服衆夷六十六國, 渡平海北九十五國, 王道融泰, 廓土遐畿, 累葉朝宗, 不愆于歲. 臣雖下愚, 忝胤先緒, 驅率所統, 歸崇天極, 道逕百濟, 裝治船舫, 而句驪無道, 圖欲見吞, 掠抄邊隸, 虔劉不已, 每致稽滯, 以失良風. 雖曰進路, 或通或不. 臣亡考濟實忿寇讎, 壅塞天路, 控弦百萬, 義聲感激, 方欲大擧, 奄喪父兄, 使垂成之功, 不獲一簣. 居在諒闇, 不動兵甲, 是以偃息未捷. 至今欲練甲治兵, 申父兄之志, 義士虎賁, 文武效功, 白刃交前, 亦所不顧. 若以帝德覆載, 摧此强敵, 克靖方難, 無替前功. 竊自假開府儀同三司, 其餘咸各假授, 以勸忠節.」 詔除武使持節·都督倭 新羅 任那 加羅 秦韓 慕韓六國諸軍事·安東大將軍·倭王.

 
순제 승명 2년(478)에 사신을 보내 표를 올리기를, “봉해진 나라가 먼 곳에 치우쳐 있으며, 바깥에 번국을 이루고 있는데, 과거의 조상으로부터 스스로 갑옷과 투구를 걸치고 산천을 누비느라 편안히 거처할 겨를이 없었습니다. 동으로는 모인(毛人) 55국을 정벌하였고, 서로는 중이(衆夷) 66국을 복종시켰으며, 바다 건너 해북(海北) 95국을 평정하니, 왕도는 화락하고 편안하며, 땅을 넓히고 왕기를 아득히 크게 하였으며, 여러 대에 걸쳐 조종(朝宗)하여, 해마다 어긋나는 일이 없었습니다. 신이 비록 아주 어리석으나 조상의 뒤를 이어 다스리는 곳을 이끌고 중국의 조정을 존중하고자 하였습니다. 가는 길이 백제를 거쳐야 하므로 큰 배를 준비하였는데, 구려(句驪)가 무도하여 (우리를) 집어삼키려 하고, 변방의 속한 곳을 노략질하며 살육을 그치지 않으니, 매번 지체되어 좋은 바람을 놓치게 됩니다. 비록 길을 나서지만 혹은 통하고 혹은 통하지 못합니다. 신의 돌아가신 아버지 제(濟)가 실로 원수가 천로(天路)를 막는 것에 분노하니, 활을 쏘는 병사 100만이 의로운 소리에 감격하여 바야흐로 크게 일어나고자 하였으나, 갑자기 아버지와 형을 잃으니, 수성(垂成)의 공을 이루고자 하였으나 마지막 한 삼태기를 얻지 못하였습니다. 상중에 있어 병사를 움직이지 못하고 쉬고 있었으므로 이기지 못하였습니다. 지금에 이르러 갑옷과 무기를 잘 갖추어 부형의 뜻을 펼치고자 하니, 의롭고 용맹스러운 병사들이 문무로 공을 이루어, 번쩍이는 칼날이 눈앞에 닥쳐도 또한 눈을 딴 곳으로 돌리지 않습니다. 만약 황제의 세상을 뒤덮는 덕으로써 이 강적을 무찔러 온갖 어려움을 극복한다면, 이전의 공을 바꾸는 일은 없을 것입니다. 삼가 스스로 개부의동삼사(開府儀同三司)를 가수(假授)하고, 다른 사람에게도 모두 각각 [적당한 관작을] 가수하여, 충절을 권유하였습니다.”라고 하였다. 조하여 무를 사지절, 도독왜·신라·임나·가라·진한·모한육국제군사, 안동대장군, 왜왕에 제수하였다.
 — 宋書 卷97 열전 第57 이만 (동북아역사재단 역)
사이타마현 교다시 이나리야마 고분에서 출토된 철검명과 구마모토현 다마나시 에다후나야마 고분에서 출토된 대도명이 당시의 상황을 암시한다. 여기서 '장도인(杖刀人)', '전조인(典曹人)'이라는 표현이 나타나는 것에서 5세기 말 당시에는 아직 부(部) 제도가 성립되지 않았다고 여겨진다. 시마네현 마쓰에시 오카다야마 고분에서 출토된 철제 도의 명문에 '누카타베노오미(額田部臣)'라는 표현이 나타나 6세기 중반에는 부 제도가 시행되었음을 알 수 있다. 또 대신(大臣), 대련(大連) 제도가 생겨 대신에는 헤구리씨(平群), 대련에는 오토모씨(大伴), 모노노베(物部)가 선출되었다. 이즈음 씨와 성씨 제도가 어느 정도 성립되었다고 여겨진다. 아스카 시대에 들어서면서 대화의 개신으로 '일본'이라는 국호와 함께 원호의 사용이 시작되었다.

#### 대외 전쟁
4세기 후반에서 5세기에 걸쳐 왜의 군대가 한반도의 백제·신라 및 고구려와 싸운 것이 고구려 광개토대왕릉비의 문장에 기록되어 있다. 또한 얼마 지나지 않아 말을 도입하기 시작하여 전국에서 군마 사육을 시작하였다.
6세기에는 쓰쿠시의 국조 이와이가 신라와 통하면서 주변국들을 동원하여 왜군의 침공을 막으려 했다고 『일본서기』에 기술되어 있으며, 이를 이와이의 난(527)이라 한다. 일본 학계에서는 거듭된 한반도 출병의 군사적 경제적 부담이 북부 규슈에 가중되어 난동을 일으켰을 것으로 생각되지만, 이 시대에는 아직 북부 규슈 세력이 야마토 왕권의 완전 지배하에 있지 않았음을 시사한다.

### 후기

#### 영토국가의 성립
안칸 천황(531년-535년), 센카 천황(535년-539년), 긴메이 천황(539년-571년)의 각 왕조를 통해 지역 국가에서 벗어나 초기 국가를 형성해 나갔다. 왕권의 기원은  우지(씨, 氏)를 가진 모노노베씨·오토모씨·소가씨 등이 있었고, 신(臣), 연(連), 국조(國造), 군사(郡司) 등의 지위가 있었다. 지방에서는 기비씨계씨족이 우지, 신(臣)을 세우는 등 각지의 호족들이 부 등을 만들어 세력을 펴고 있었다.
센카 천황 통치기에는 소가씨가 대신이 되어 기세를 올려 스슌 천황(587년-592년)대에는 소가씨 대신 혼자 정권을 잡았다. 스슌 천황은 592년 소가노 우마코에 의해 암살당한다. 소가노 이나메, 소가노 우마코, 소가노 에미시, 소가노 이루카를 비롯한 소가씨 일족이 정권을 잡은 뒤 고교쿠 천황 4년(645년) 을사의 변이 일어날 때까지 약 반세기 동안 소가씨에 의한 정치가 계속되었다.

#### 불교의 전파
성왕(재위 523 ~ 554년) 때, 백제는 일본에 불교를 전파했다(538년). 이 불교의 전파를 기점으로 고훈 시대와 아스카 시대를 구분짓는다. 성왕은 긴메이 천황(재위 539년 ~ 571년)에게 사신과 함께 불상 및 불경을 보냈다. 이때 백제에서 건너온 물품 속에는 불교의 교리는 탁월하나 난해하고, 그것을 믿으면 무한한 복이 있을 것이라는 편지도 있었다. 불교의 수용을 둘러싸고 왜국 조정은 큰 소용돌이에 빠졌다. 긴메이 천황과 소가노 마치의 후손이자 호족인 소가노 이나메는 불교를 수용하려 했으나 또 다른 호족 모노노베노 오코시(物部尾輿)와 나카토미노 가마소(中臣鎌子)가 이에 반대하였으므로, 긴메이 천황은 둘 사이에서 시달리게 되었다. 그리고, 백제는 석가불금동상 1구, 번개(幡蓋) 약간, 경론(經論) 약간권을 딸려서 달솔 노리사치계 등을 일본에 파견(552년)하였다. 이 번개는 그 장엄함이 기록되지 않았으나 《일본서기》에 기록될 정도이므로 보통이 아니었음을 알 수 있다. 552년에는 사원 건설을 위해, 많은 학자와 기술자를 비롯하여 의사나 음악가까지 파견하였다. 이렇게 성왕은 일본에 불교를 전파하도록 하였으며 성왕은 또한 의박사 · 역박사 등의 전문가와 기술자를 교대로 파견하여 일본에 선진문물을 전파하는 데 기여하였다.

## 정치
3세기 중반부터 6세기 말까지는 전방후원분(前方後円墳)이 북쪽으로는 도호쿠 지방에서 남쪽으로는 규슈지방 남부까지 계속 만들어져 왔기 때문에 전방후원분의 세기라고도 말한다. 전방후원분은 야마토 조정이 통일정권으로서 확립되어가는 중에, 각지의 호족에게 허가한 형식이라고 여겨진다. 3세기 후반부터 나라 분지에서 왕의 무덤으로 보이는 전대보다 각별히 규모가 큰 전방후원분이 출현하고, 4세기 초기에는 오사카평야에서 거대고분이 만들어졌으며, 4세기 말기 무렵에는 키나이(畿内)의 일부 지방에서 선진적인 고분군이 출현했다. 계속되는 5세기 중반에는 각지에 거대고분이 만들어지게 되었다. 그러나 6세기 말기에는 일본 각지에서 거의 시간적으로 동일하게 전방후원분이 만들어지지 않게 되었다. 이것은 야마토 정권이 확립에 따라 중앙・지방의 통치조직이 완성되어 더욱 강력한 정권으로 성장하였다는 증거로 해석된다. 전방후원분이 만들어지지 않게 된 7세기는 방분(方墳)·원분(円墳)이 계속해서 만들어지게 된다. 오오키미(大王)의 무덤은 특별히 팔각분(八角墳)으로 만들어졌다. 7세기 이후를 종말기라고 부르고 있다.
일본국가의 성립부터 고찰해보면, 전기・중기의 고대국가의 형성기를 지나, 후기에서 종말기에 걸쳐서 일본의 고대국가가 성립되었다고 여겨진다.

## 사회
4세기 말에서 6세기 중기까지 도래인이 급증하기 시작했다. :19 고구려가 4세기 후반부터 남진 정책으로 한반도 남부의 백제와 가야에 무차별적인 공격을 가하면서 일본 열도로 피난 오는 사람들이 급증하였기 때문이다. :19 이 시기 일본 왕실은 백제를 비롯하여 백제 등지에서 피난 오는 도래 기술자로부터 유용한 대륙 기술을 도입하기 시작하였으며 이를 위해 백제가 고구려에 대적할 수 있도록 전면적 지원을 아끼지 않았다. :20 이처럼 일본 왕실이 도래인들에게 각종 특혜를 주면서 외교와 경제 분야에서 도래 씨족이 실권을 장악하기 시작하였다. :21

## 문화
이 시기에 중국과 한반도에서 문자와 유교가 전해졌다. 이 시대의 사람들은 토사기(土師器)와 스에기(須惠器)를 사용했다. 청동기도 대륙에서 들어왔지만, 고대 오리엔트 지역과 달라서 철기를 사용하기 시작한 시기와 격차가 없기 때문에 실제로 사용할 기회가 없었고, 성능이 뛰어난 철이 대신 사용되었다. 그 때문에 청동기는 동탁(銅鐸)과 같은 제사, 종교용으로만 쓰이게 되었다.

## 대외 관계
대외 관계로는, 5세기에는 야마토의 오왕(倭の五王)이 중국에 사자를 보냈다.

### 백제와의 관계
백제의 근초고왕(재위 346년 ~ 375년)은 왜와 국교를 수립하고 많은 선진 문화를 전했다. 백제가 언제부터 왜와 통교하고 있었는지는 정확하지 않으나 근초고왕대에 이르러 양국은 활기차게 적극적인 교류를 하였다. 백제와 왜의 국교 수립은 서기 366년(진구 황후 46년, 근초고왕 21년)에 이뤄졌다. 이처럼 왜는 정치적으로 백제와 밀접한 관계를 맺고, 백제로부터 우수한 선진문물을 수입하고, 또 한반도로부터 많은 기술자와 농민이 도래하여 각종 기술을 전하는 등, 백제의 일본 문화 전파는 다방면에서 이루어졌다. 근초고왕 때, 유교경전에 밝은 아직기(阿直岐)가 일본의 태자에게 한자를 가르쳤고, 이후 박사 왕인(王仁)은 《논어》와 《천자문》을 전하고 경사를 가르쳤다. 국가 체제를 정비하는 데 있어 유교적 이념은 다른 토착신앙이나 불교보다도 많은 것을 제공했기 때문에, 각 국가들은 고대 사회의 형성기에 유교 사상의 수입에 적극적이었다. 당시 백제가 왜에 보낸 칠지도는 양국의 교류를 보여주는 중요한 유물 중의 하나이다. 백제는 근초고왕 시기 때부터 섬진강 유역으로 진출하여 하구에 위치한 하동을 대왜교역의 거점으로 확보하였다. 백제는 초기에 한성에서 천안을 거쳐 금강상류로 와서 남원에서 섬진강을 타고 하동으로 가는 교역로를 확보하였다. 하동에서 쓰시마섬을 축으로 해서 이키섬, 그리고 규슈의 마쓰우라 반도(松浦半島)에 이르는 길과 쓰시마섬에서 오키노시마(沖ノ島), 후쿠오카현 북쪽 해안에 이르는 길이 생겨났다. 고구려 장수왕(재위: 412년 음력 10월~491년 음력 12월)의 군사들이 한성으로 남침해 개로왕이 살해(475년) 되고, 왕자인 문주왕(재위 475년~477년)은 위기에 빠진 백제를 구하기 위한 숱한 고민 끝에, 목만치와 함께 남쪽으로 갔다. 여기서 "남쪽"이 일본을 뜻한다고 하는 견해들이 있다. 이러한 견해에 따르면, 목만치는 일본에 건너가 성(姓)을 바꾸어 소가노 마치라는 이름의 귀족이 된다. 하지만 이는 확실하지 않다. 일단 문주왕은 백제의 귀족에게 암살당해 죽었다. 그래서 목만치와 같이 일본에 갔다는 것은 성립되지 않는다.게다가 목만치가 일본 귀족이 되었다는 것이 아니라는 설도 제기되고 있어 확실한 것은 없다.

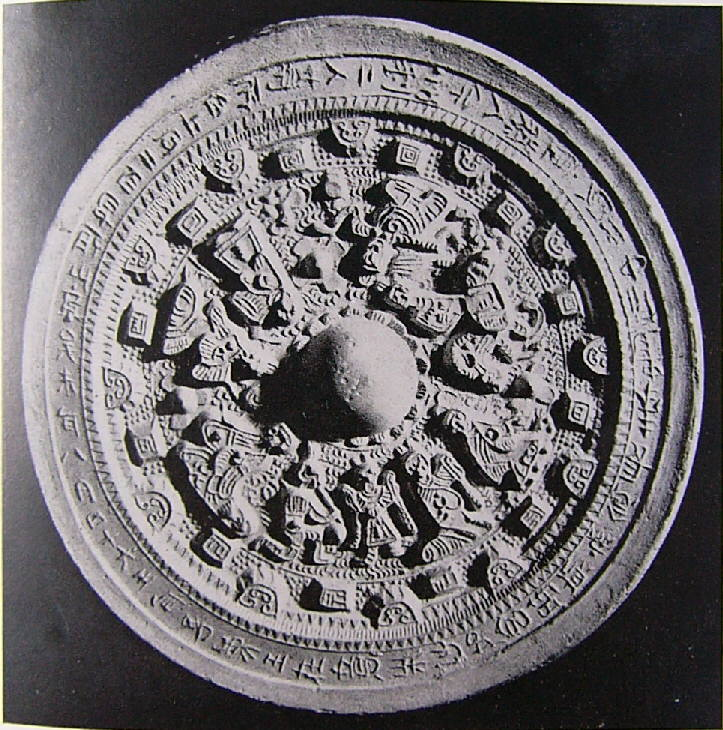
스다하치만 동경

현존하는 인물화상경(5~6세기)은 백제 무령왕(재위 501년~523년)이 게이타이 천황(재위 507년 ~ 531년)에게 선물로 보낸 거울인데, 이것은 백제와 왜의 친밀한 사이를 증명한다. 무령왕은 513년 오경박사 단양이(段楊爾)와 516년 고안무(高安茂)를 일본에 보내어 백제의 문화를 일본에 전해주기도 하였다. 무령왕의 왕위를 계승한 성왕(재위 523 ~ 554년)도 일본과의 우호관계를 이어갔다. 성왕 때, 백제는 일본에 불교를 전파했다(538년). 이 불교의 전파를 기점으로 고훈 시대와 아스카 시대를 구분짓는다.

### 신라와의 관계
왜는 신라의 건국 초부터 시달리게 하였다. 이들은 신라출신이 아닌 가야 또는 백제 등 다른 나라 출신으로서 거의 대부분이 대마도, 규슈 북부 또는 가야국에 근거를 두었던 것으로 추정된다. 신라의 내물 마립간 때에는 해안가로 왜구의 침입을 많이 당하였다. 364년 음력 4월 왜가 크게 군사를 일으켜 쳐 왔는데, 토함산 아래에 허수아비 수천 기를 세워 마주하게 하였다. 왜병은 수가 많은 것을 믿고 달려들다가 신라 복병에 걸려 크게 패했다. 393년 음력 5월 왜인이 크게 쳐와 금성을 포위하고 닷새가 되도록 풀지 않았다. 장병들이 나가 싸우기를 청하는데 이사금이 거부, 적의 식량이 떨어질 때까지 농성하였다. 적이 퇴각하자 2백 기병으로 퇴로를 막고 보병 1천을 내보내 협공하여 크게 이겼다.

## 주해
1. ↑  이 일에 대한 기록은 《삼국사기》엔 전무하고, 《일본서기》와 《고사기》에 전한다. 현재 남아있는 《삼국사기》백제본기에는 근초고왕 즉위부터 20년(365)까지의 기록이 빠져 있다. 때문에 그 사이에 근초고왕이 무슨 일을 했는지는 확인할 수 없다.
2. ↑  《일본서기》진구 황후(神功皇后) 46년조에 초고왕(肖古王)이라는 이름으로 처음 등장하는데, 여기서 신공황후 46년은 이주갑인상에 따르면 서기 366년으로 근초고왕 21년에 해당한다.

## 같이 보기
- 국조 (일본)
- 구마소
- 고훈
- 전방후원분